# 李敬成
李敬成，英文名：Henry Lee，香港乐器业实业家，现任通利琴行总裁。

## 简介
香港乐器行业巨子李子文之子，母李孫文英也是香港著名商人和音乐家。祖籍浙江宁波镇海县，生于香港，10岁移民加拿大。考入加拿大温哥华英属哥伦比亚大学，获得土木工程学士学位。再入多伦多大学，获得工商管理硕士学位。毕业后投身加拿大金融业，在加拿大帝國商業銀行（CIBC）任金融工程师，又任温哥华贸易局委员。1994年回香港接手家族实业，任通利琴行总裁。
2007年获选加拿大温哥华贸易局第120届主席，创下两个记录：首位会中文的主席和首位第一代移民主席。又任加拿大商業發展銀行董事局董事，温哥华卑詩大學文學院顧問理事會理事。

## 荣誉
- 2007年获选加拿大温哥华贸易局主席[4]。
- 2013年获选加拿大皇家音樂學院荣誉院士[1]。